# Petróleos de Venezuela
Petróleos de Venezuela, S.A. (forkortet PDVSA) er et venezuelansk statsejet olieselskab. Det beskæftiger sig med udforskning, produktion, rafinering og eksport af olie, samt udforskning og produktion af naturgas.
Virksomheden er verdens femtestørste olieeksportør.
I 1986 købte man halvdelen af Citgo fra Southland Corporation og den sidste halvdel i 1990.
Venezuela har ifølge virksomheden selv ca. 80 milliarder tønder olie i reserve – det største i både Nord- og Sydamerika.
| Firma | Spire Denne artikel om et firma eller en virksomhed er en spire som bør udbygges. Du er velkommen til at hjælpe Wikipedia ved at udvide den. |